# Jamides alecto
Jamides alecto is een vlinder uit de familie van de Lycaenidae. De wetenschappelijke naam van de soort is voor het eerst geldig gepubliceerd in 1860 door Felder.

## Kenmerken
De achtervleugels van het vrouwtje vertonen een donker vlekkenpatroon langs de achterrand. De blauwe kleur op de vleugels van het mannetje is lichter en feller. Aan de achtervleugels bevinden zich staartjes. De spanwijdte bedraagt 3,5 tot 4,5 cm.

## Verspreiding en leefgebied
Deze vlindersoort komt voor van Sri Lanka en India tot Myanmar en Maleisië in heuvelachtige tot bergachtige gebieden met bossen.

## Waardplanten
De waardplant is Elettaria cardamomum.